# GNU Readline
GNU Readline ist eine vom GNU-Projekt erstellte und gewartete Programmbibliothek mit Funktionen zum Bearbeiten von Zeilen. Sie steht unter der GPL und wird in Projekten wie zum Beispiel bash genutzt. Ab Version 6.1 unterstützt readline auch Unicode-Zeichen.
Unterstützt ein Programm readline, so bewegt beispielsweise der Druck auf Strg + B den Cursor ein Zeichen zurück, Strg + F bewegt den Cursor ein Zeichen vorwärts und Strg + R durchsucht die Befehlspuffer. Diese standardmäßigen Tastenkombinationen stammen von einem der ersten GNU-Projekte, dem Texteditor Emacs. Readline unterstützt eine Vielzahl einfacher Funktionen, wie beispielsweise einen sogenannten „kill ring“ (eine flexiblere Variante einer Zwischenablage) und Befehlszeilenergänzung. Da es sich um eine plattformübergreifende Bibliothek handelt, erlaubt readline Anwendern das gleiche Zeilenbearbeitungsverhalten auf verschiedenen Betriebssystemen.
Readline lässt sich mit Hilfe einer Konfigurationsdatei anpassen, die für den Benutzer gilt (~/.inputrc) oder programmspezifisch sein kann. In dieser Datei ist es möglich, eigene Tastenkombinationen zu definieren und diverse andere Einstellungen zu ändern.

## Beispiel in C
```
#include
 
<stdlib.h>

#include
 
<stdio.h>

#include
 
<unistd.h>

#include
 
<readline/readline.h>

#include
 
<readline/history.h>

int
 
main
()

{

    
char
*
 
input
,
 
shell_prompt
[
100
];

    
for
(;;)
 
{

        
// Configure readline to auto-complete paths when the tab key is hit.

        
rl_bind_key
(
'\t'
,
 
rl_complete
);

        
// Create prompt string from user name and current working directory.

        
snprintf
(
shell_prompt
,
 
sizeof
(
shell_prompt
),
 
"%s:%s $ "
,
 
getenv
(
"USER"
),
 
getcwd
(
NULL
,
 
1024
));

        
// Display prompt and read input (n.b. input must be freed after use)...

        
input
 
=
 
readline
(
shell_prompt
);

        
// Check for EOF.

        
if
 
(
!
input
)

            
break
;

        
// Add input to history.

        
add_history
(
input
);

        
// Do stuff...

        
// Free input.

        
free
(
input
);

    
}

}

```